# Flesberg
Flesberg è un comune norvegese della contea di Buskerud.